# Natalja Makarova

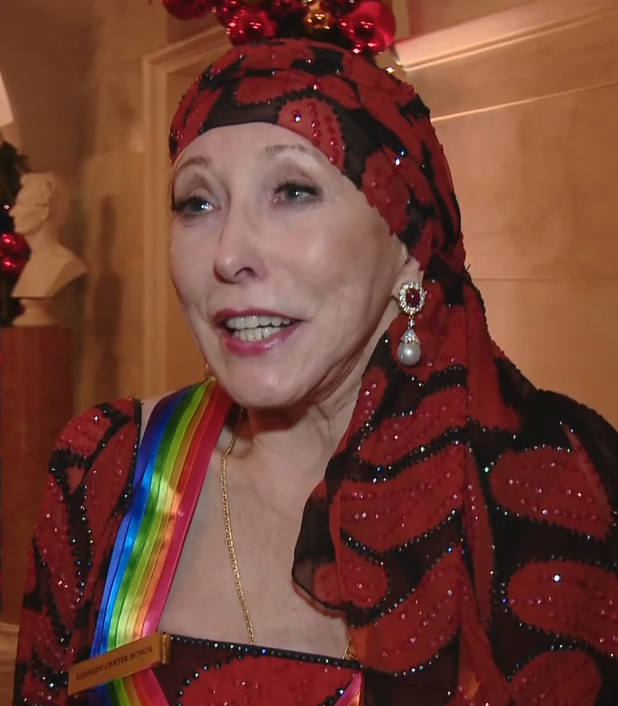
Natalja Makarova 2012

Natalja Makarova (ryska: Наталья Романовна Макарова), född 21 november 1940 i dåvarande Leningrad, är en rysk ballerina och koreograf.
Makarova var anställd vid Kirovbaletten i Leningrad från 1956 till 1970, då hon under en turné hoppade av till väst. Hon dansade i bland annat USA och England; hennes paradnummer var Svansjön och Giselle. Hon tilldelades en Tony Award 1983 för bästa huvudroll i musikalen On Your Toes.
1989 bestämde sig Makarova för att återvända till Ryssland och Kirovbaletten.

## Filmografi
- 1994 - Dansaren
- 1964 - Spjascaja krasavica